# Archipsocidae
Archipsocidae (лат.) — семейство сеноедов из подотряда Psocomorpha. Около 80 видов.

## Описание
Мелкие сеноеды, длина около 2 мм. Крылья и обычно тело взрослых особей опушены. Передние и задние крылья с редуцированным жилкованием; перепонки, жилки и край крыла на переднем крыле щетинистые; жилки задних крыльев голые; мембрана и край щетинистые. Лапки 2-члениковые. Гонапофизы редуцированы или отсутствуют (у живородящих видов). Субгенитальная пластинка простая. Гипандрий простой. Фаллосома без сложных склерификаций пенисной луковицы; наружные парамеры отсутствуют, фаллосома кольцеобразная или удлинённая.
Виды родов Archipsocopsis и Archipsocus широко распространены в тропиках и субтропиках обоих полушарий, тогда как остальные три рода, Notarchipsocus, Pararchipsocus и Pseudarchipsocus, известны только из юго-восточной Мексики, Центральной Америки, Антильских островов и тропиков Южной Америки. Виды Archipsocopsis и Pseudarchipsocus размножаются яйцеживорождением. Крупнокрылые взрослые особи встречаются во всех родах, но у Archipsocopsis и Archipsocus самцы всегда микроптерные, тогда как самки встречаются в нескольких формах крыльев, от микроптерных до полных макроптерных. Виды Archipsocopsis и Archipsocus плетут обширную густую паутину и живут под ней большими колониями.
Например, Archipsocus nomas (встречается на юго-востоке США), живет стайно на деревьях, питается лишайниками и грибами и плетёт паутину, которая прилипает к стволу и крупным ветвям. Считается, что паутина защищает сеноедов от хищников, и ни насекомые, ни паутина не причиняют вреда деревьям.

## Классификация
5 родов и около 80 видов
- Archipsocopsis Badonnel, 1948
- Archipsocus Hagen, 1882
- Notarchipsocus Mockford, 1991
- Pararchipsocus Badonnel, Mockford & García-Aldrete, 1984[7]
- Pseudarchipsocus Mockford, 1974